# 1910 na música

## Nascimentos
| Data           | Nome                         | Profissão                                  | Nacionalidade | Observações | Ref |
| -------------- | ---------------------------- | ------------------------------------------ | ------------- | ----------- | --- |
| 7 de junho     | Luís Barbosa                 | músico                                     | Brasil        | m. 1938     |     |
| 6 de agosto    | Adoniran Barbosa             | compositor, cantor, humorista e ator       | Brasil        | m. 1982     |     |
| 23 de setembro | Gino Cortopassi (Zé Fidélis) | cantor, radialista, compositor e humorista | Brasil        | m. 1985     |     |
| 11 de dezembro | Noel Rosa                    | cantor, compositor                         | Brasil        | m. 1937     |     |

## Mortes
| Data        | Nome           | Profissão                        | Nacionalidade | Observações | Ref |
| ----------- | -------------- | -------------------------------- | ------------- | ----------- | --- |
| 10 de Março | Carl Reinecke  | compositor, professor e pianista | Alemanha      | n. 1824     |     |
| 29 de Maio  | Mily Balakirev | compositor                       | Rússia        | n. 1837     |     |